# Список екорегіонів Габону
Нижче наводиться список  екорегіонів в Габоні, згідно  Всесвітнього Фонду дикої природи (ВФД).

## Наземні екорегіони
по  основних типах середовищ існування

### Тропічні та субтропічні вологі широколисті ліси
- Атлантичні екваторіальні прибережні ліси
- Північно-західному низинні ліси Конго

### Тропічні і субтропічні луки, савани і чагарники
- Лісова савана Західного Конго

### Мангри
- Мангри Центральної Африки

## Прісноводні екорегіони
по біорегіону

### Західне екваторіальне узбережжя
- Центрально-західне екваторіальне узбережжя
- Південно-західне екваторіальне узбережжя

## Морські екорегіони
- Центральна затока Гвінеї